# جيمستوس بليثو
اسمه الحقيقي هو جورجيوس جيمستوس (باليونانية: Γεώργιος Γεμιστός)‏ هو أديب وفيلسوف يوناني ولد في سنة 1355 ميلادية في مدينة القسطنطينية، عرف بكونه واحد من رموز النهضة اليونانية في أواخر العصور الوسطى، تلقى تعليمه في غرب أوروبا، عزى جيمستوس بليثو ضعف الإمبراطورية البيزنطية في فترتها الأخيرة بسبب ابتعادها عن عبادة الالهة اليونانية الأولمبية القديمة، إلا أنه بعد ذلك حضر مجمع فلورنسا وألذي حاول إعادة وحدة المسيحيين بعد الانشقاق العظيم لأجل صد المد العثماني ألذين تمكنوا من فتح القسطنطينية، توفي جيمستوس في سنة 1452 في ميستراس في اليونان.

## سيرته الذاتية

### نشأته ومسيرته المهنية
ولد جورجيوس جيميستوس في القسطنطينية عام 1355/1360. نشأ في عائلة مسيحية متعلمة، ودرس في القسطنطينية وأدريانوبل وعاد بعدها إلى القسطنطينية واتخذ من تدريس الفلسفة مهنة له. اشتهرت أدريانوبل، العاصمة العثمانية بعد أن فتحها السلطان العثماني مراد الأول عليها في عام 1365، بكونها مركزًا للتعلم على غرار نموذج مورات خلال عهد سلاطين القاهرة وبغداد. أُعجب بليثون بأفلاطون كثيرًا لدرجة اتخاذه اسم بليثون الذي يشابه اسم افلاطون بالمعنى في مرحلة متأخرة من حياته. في وقت ما قبل عام 1410، أرسله الإمبراطور مانويل الثاني باليولوغوس إلى ميسترا في ديسبوتية المورة في جنوب بيلوبونيز، حيث عاش هناك لبقية حياته. في القسطنطينية، كان بليثو عضوًا في مجلس الشيوخ حيث مارس مختلف الوظائف العامة، فعمل قاضيًا وكان الحُكام يستشيرونه باستمرار. على الرغم من شكوك الكنيسة حول هرطقته، عمل بليثون لصالح الإمبراطورية العليا.
في ميسترا، درّس تخصصات الفلسفة وعلم الفلك والتاريخ والجغرافيا وكتب بشأنها، وجمع خلاصات العديد من المؤلفين الكلاسيكيين. من بين تلاميذه بيساريون وغيناديوس سكولاريوس (الذي أصبح فيما بعد بطريرك القسطنطينية وعدوًا لبليثون). نصّبه تيودور الثاني رئيسًا للقضاة. طرح مؤلفاته الرئيسية خلال الفترة التي قضاها في إيطاليا وبعد عودته منها.

### مجمع فلورنسا
في عام 1428، استشار الإمبراطور يوحنا الثامن بليثو بشأن مسألة توحيد الكنيستين اليونانية واللاتينية، فأشار عليه بأن تتمتع الجماعتان بسلطة تصويت متساوية. كان العلماء البيزنطيين على تواصل مع نظرائهم في أوروبا الغربية منذ عهد الإمبراطورية اللاتينية، ولا سيما بعد أن شرعت الإمبراطورية البيزنطية في طلب مساعدة أوروبا الغربية ضد العثمانيين في القرن الرابع عشر. امتلكت أوروبا الغربية بعض سبل الوصول إلى علوم الفلسفة اليونانية القديمة بفضل الكنيسة الكاثوليكية والمسلمين، إلا أن البيزنطيين امتلكوا العديد من الوثائق والشروحات التي لم يشهدها الغرب من قبل. أصبحت المنحة الدراسية البيزنطية متاحة بالكامل للغرب بعد عام 1438، وذلك عندما حضر الإمبراطور البيزنطي يوحنا الثامن باليولوج مجلس فيرارا، والذي عُرف لاحقًا باسم مجمع فلورنسا، لمناقشة إنشاء اتحاد بين الكنائس الشرقية (الأرثوذكسية) والغربية (الكاثوليكية). على الرغم من عدم كون بليثو لاهوتيًا، وقع الاختيار عليه لمرافقة يوحنا الثامن نظرًا لما يتمتع به من حكمة وأخلاق معروفة. اشتملت مجموعة المندوبين كذلك على طلبة بليثو السابقين بيساريون ومارك يوغينيكوس وغيناديوس سكولاريوس.

### بليثون وعصر النهضة
دعا بعض الإنسانيين الفلورنسيين بليثو لإنشاء مدرسة مؤقتة لإلقاء محاضرات حول الفرق بين أفلاطون وأرسطو. جرى تدريس القليل من مؤلفات أفلاطون الغرب اللاتيني آنذاك، وكان لبليثو دور كبير في إعادة تقديم جزء كبير من أعمال أفلاطون إلى العالم الغربي، ما أضعف هيمنة فكر أرسطو الذي ساد في الفكر الأوروبي الغربي أثناء العصور الوسطى العليا واللاحقة.
جرت العادة على تفسير مقدمة مارسيليو فيسينو لترجمة بلوتينوس على أن كوزيمو دي ميديشي حضر محاضرات بليثو وكان مصدر إلهام لتأسيس الأكاديمية الأفلاطونية في فلورنسا، حيث واصل طلاب بليثو الإيطاليون التدريس بعد اختتام المجلس. مع ذلك، رأي جيمس هانكينز أنه جرى إساءة فهم فيسينو، وأنه في الواقع كان التواصل بين بليثو وكوزيمو دي ميديشي –الذي لا يوجد دليل على حدوثه– مقيدًا بسبب اختلاف اللغة. علاوة على ذلك، تُعتبر الأكاديمية الافلاطونية التابعة لفيسينو أكاديمية رياضية غير رسمية، وليس لها توجه أفلاطوني خاص. مع ذلك، أصبح بليثو أحد أهم الشخصيات المؤثرة خلال عصر النهضة الإيطالية. منح مارسيليو فيسينو، العالم الإنساني الفلورنسي والمدير الأول للأكاديمية الأفلاطونية، بليثون الشرف الأسمى، وأطلق عليه اسم «أفلاطون الثاني»، بينما تكهن الكاردينال بيساريون حول تعلق روح أفلاطون بجسد بليثون. قد يكون لبليثون دور في إنشاء نظام الديانة الأورفكية المختصة بأمور السحر الطبيعي.
أثناء وجود بليثو في فلورنسا، كتب مجلدًا بعنوان حيث يختلف أرسطو مع أفلاطون، والذي اشتهر كذلك باسم الاختلافات، وذلك لتصويب أوجه سوء الفهم التي واجهها. جادل بأنه كتبه «دون نية جدية» عندما كان عاجزًا بسبب المرض، وقال أنه كتبه «لإرضاء نفسه وإرضاء المخلصين لأفلاطون.». رد غيناديوس سكولاريوس على ذلك بتأليف كتاب الدفاع عن أرسطو، ما دفع بليثون لاحقًا لتأليف كتاب الرد. واصل الباحثون البيزنطيون المغتربون والإنسانيون الإيطاليون لاحقًا الخوض في هذا الجدال.
وفقًا لجون مونفاسني، توفي بليثو في ميسترا في عام 1452، أو في عام 1454(للفرق الكبير بين التواريخ أهمية كبيرة حول ما إذا كان بليثون حيًا أثناء سقوط القسطنطينية في عام 1453). في عام 1466، سرق بعض تلاميذ بليثون الإيطاليين، يزعمهم سيجيسموندو باندولفو مالاتيستا، رفاته من ميسترا ودفنوه في معبد مالاتستيانو في ريميني، «ليكون المعلم العظيم بين الرجال الأحرار.»

## مؤلفاته

### إصلاح بيلوبونيز
آمن بليثون أن نسل البيلوبونيزيين ينحدر مباشرة من اليونان الهلنستية القديمة، ورفض فكرة جوستينيان حول إقامة الإمبراطورية العالمية لصالح إعادة بناء الحضارة الهلنستية، ذروة النفوذ الإغريقي. في كتيباته التي نشرها في عامي 1415 و1418، جادل بليثون مانويل الثاني وابنه تيودور بالايولوغوس حول تحويل شبه الجزيرة إلى جزيرة ثقافية ذات دستور جديد وملكية مركزية قوية تتألف من مجموعة صغيرة من رجال الطبقة المتوسطة المتعلمين. وصف أنه في هذه الجزيرة يجب أن يتألف الجيش من الجنود اليونانيين الأصليين المحترفين فقط، والذين سيتلقون الدعم من دافعي الضرائب، أو أن يتألف من «الهيلوتس» (طبقة العبيد) الذين سيعفون من الخدمة العسكرية. من المقرر كذلك أن تكون الأراضي مملوكة للقطاع العام، وأن يُمنح ثلث الإنتاج إلى صندوق الدولة، وتقديم الحوافز لزراعة الأراضي الخصبة. ستُنظم التجارة كذلك ويُحد من استخدام العملة، وتشجيع المقايضة بدلًا من ذلك، علاوة على دعم المنتجات المتاحة محليًا وتفضيلها على الواردات. سيُلغى كذلك اعتماد تشويه الأعضاء التناسلية عقوبة واستحداث عصابات متسلسلة. سيُحرق الشواذ جنسيًا والمنحرفين جنسيًا على الوتد. استُمدت معظم الأفكار الاجتماعية والسياسية الواردة في هذه الكتيبات من كتاب الجمهورية لأفلاطون. لم يتطرق بليثون إلى الدين إلا قليلًا، على الرغم من أنه أعرب عن ازدرائه للرهبان الذين «لا يقدمون أي خدمة للصالح العام.» نص بشكل غامض على ثلاثة مبادئ دينية: الإيمان بكائن أعلى، وأن هذا الأمر يثير قلق البشرية، وعدم اكتراثه بالهدايا أو الإطراء. لم يعلق مانويل وتيودور بشأن أي من هذه الإصلاحات.

## وصلات خارجية
- جيمستوس بليثو على موقع الموسوعة البريطانية (الإنجليزية)